# Vladimir Korsj-Sablin
Vladimir Korsj-Sablin (russisk: Владимир Владимирович Корш-Са́блин) (født 16. marts 1900 i Moskva i det Russiske Kejserrige, død 6. juli 1974 i Minsk i Sovjetunionen) var en sovjetisk filminstruktør og skuespiller.

## Filmografi
- Iskateli stjastja (Искатели счастья, 1936)
- Min elskede (Моя любовь, 1940)[2][3]